# Canvi (escacs)
En escacs, el canvi de peces és un concepte amb components tàctics i estratègics, referit en general a una sèrie de moviments relacionats entre si, amb els quals els jugadors capturen peces rivals. Totes les peces poden ser canviades, llevat del rei, tot i que aquest sí que pot capturar peces contràries. Tant si és el jugador de blanques com si és el de negres qui fa la primera captura d'una peça rival, en un canvi, aquesta va seguida per una captura rival d'una peça del primer jugador, sovint citada com a "recaptura". Normalment, el terme "canvi" s'usa quan les peces canviades tenen el mateix o similar valor, cas en què es tracta d'un canvi igual; per exemple, un alfil i un cavall tenen un valor aproximadament igual.
En cas de canvi d'una torre per un cavall o un alfil, en què el valor de les peces canviades no és igual, ja que la torre en general val més que un cavall o un alfil, el jugador que captura la peça de més valor ha guanyat la qualitat, mentre que el rival, que captura la peça de menor valor, perd la qualitat. En algunes fonts també s'hi cita el concepte "petita qualitat" per referir-se a la diferència de valor entre un alfil i un cavall.

## Concepte general
En una partida d'escacs, l'objectiu de cada jugador és fer escac i mat al rei de l'oponent, i evitar al mateix temps que el mateix rei rebi escac i mat abans. En aquest sentit, no importa el valor de les peces que romanguin al tauler. Tot i que no hi ha un valor oficial per cada peca, l'experiència acumulada en el joc ha permès determinar un valor de les peces aproximat des dels punts de vista estratègic i tàctic, en comparació al peó, el qual rep una valoració = 1. Alfils i cavalls tenen un valor aproximadament igual a 3, les torres valen més o menys 5, i la dama té un valor aproximat de 9. Com que el rei és indispensable, té un valor infinit. Les peces, tot i que diferenciades pel seu valor, són comunament citades col·lectivament com a material. Aquests valors no són absoluts, ja que la utilitat concreta d'una peça també depèn de la seva posició en cada posició particular, la qual és normalment molt difícil de quantificar. Per exemple, un peó passat amb bones possibilitats de promocionar és gairebé sempre més valuós que un peó endarrerit o que un peó aïllat no passat.
Un canvi forçat és un canvi en una posició en què un dels jugadors es veu obligat a iniciar o a continuar amb un canvi, ja sigui perquè no hi ha cap altra possible jugada legal, o perquè la conseqüència de no fer-ho sigui inacceptable en tant que molt desavantatjosa. No tots els canvis oferts són forçats. El jugador a qui se li presenta la possibilitat d'un canvi ha de decidir entre fer la captura inicial, o bé declinar-la, cas en el qual també pot fer una jugada que eviti el canvi.
La posició de les peces al tauler sovint fa que una peça situada en una certa casella estigui defensada per una o diverses peces del mateix jugador. Això significa que si una peça rival captura la peça defensada, llavors la peça capturadora queda exposada a una recaptura per una peça defensora. Hom diu que una peça rival que estigui en condicions de capturar una altra peça, és una "peça atacant". En certes posicions, pot haver-hi una peça en una casella que tingui un o més atacants i un o més defensors. Aquesta és la manera més comuna com ocorre un canvi. En aquestes posicions, el jugador amb la peça o peces atacants ha de decidir quan és millor per ell iniciar una captura, ja sigui considerant la recaptura posterior, ja sigui considerant el valor de les peces implicades. Les peces clavades normalment no s'han de comptar ni com a atacants ni com a defensores, ja que no tenen llibertat d'acció.
Un sacrifici consisteix a entregar deliberadament una peça, permetent o fins i tot forçant el rival a capturar-la o a canviar-la per una altra de menys valor.
En una situació de desperado, una peça atrapada que inevitablement es perdrà, pot de vegades ser canviada per una altra, encara que sigui de menor valor, per tal de minimitzar la diferència neta de material perdut.

## El canvi en la tàctica i l'estratègia
Els canvis de peces estan sovint involucrats en temes tàctics o estratègics.

### Tàctica
Els canvis poden aparèixer amb pràcticament qualsevol tipus de tema tàctic ja sigui d'atac o defensiu, o en combinacions de temes tàctics. Aquests temes poden estar relacionats amb els atacs de mat, evitació del mat, obtenció d'avantatge material, evitació de pèrdua de més material del necessari, ajut a la promoció d'un peó, evitació de la promoció de peons rivals, o assoliment de taules per qualsevol de diversos mètodes. Alguns temes tàctics poden dur a taules per ofegat, triple repetició, o material insuficient per guanyar. Per exemple, un jugador amb rei i torre contra un oponent amb rei, torre, i alfil o cavall, pot intentar canviar torres, cosa que condueix a taules, perquè el rei i un únic alfil o cavall no poden forçar el mat.

### Estratègia
Els canvis també són fets sovint per intentar de millorar una posició des d'un punt de vista estratègic. Com que els avantatges posicionals són sovint més petits que els deguts a diferències en valor material, els canvis per obtenir avantatge posicional són normalment canvis iguals en termes de material.
Un jugador pot voler fer un canvi que impliqui capturar una peça rival que, independentment del seu valor absolut, tingui un valor posicional més gran que la peça que perdrà. Per exemple, encara que el material total sigui igualat, en certes situacions pot ser avantatjós tenir la parella d'alfils, els quals poden cobrir tant les caselles clares com les fosques, en lloc d'un de sol, que només pot cobrir la meitat de les caselles i, per tant, pot dirigir els canvis, o evitar-los, per tal de mantenir aquesta mena d'avantatge. Hi ha jugadors que consideren que l'alfil té sempre una mica més de valor que el cavall, especialment en posicions obertes, o que consideren que un cavall és una mica millor en posicions tancades, i procuren fer o evitar canvis entre aquestes peces d'acord amb aquesta idea. Un jugador també pot decidir prendre una peça rival ben situada o ben desenvolupada a canvi de peces pobrament desenvolupades, poc mòbils, o d'alguna manera mal situades. Els canvis poden també ser fets per eliminar peces de situacions compromeses, o per obtenir d'altres tipus d'avantatges posicionals, o evitar desavantatges del mateix tipus.
L'estructura de peons és molt important en escacs posicionals. Les deficiències en l'estructura poden incloure peons doblats o peons aïllats, mentre que tenir un peó passat és un avantatge posicional. Els canvis de peons o d'altres peces es fan (o s'eviten) sovint per evitar aquesta mena de defectes, o per obtenir un avantatge en l'estructura de peons. Si el rival mou un peó a una casella diagonalment adjacent a un peó de l'oponent, i per tant, ofereix el canvi de peons, de vegades, si és possible, cal moure el peó endavant, en lloc de prendre el peó ofert, per tal d'evitar un canvi desfavorable en l'estructura. Fins i tot, els jugadors han de considerar fer canvis de peons o d'altres peces per tal d'obrir columnes per les mateixes peces majors, o obrir diagonals pels alfils i la dama, fins i tot encara que això impliqui algun tipus de dèficit en l'estructura.
Si un jugador durant la partida obté superioritat material, pot seguir l'estratègia de fer canvis per tal d'anar eliminant peces rivals per simplificar la posició i fer la superioritat material més decisiva. El jugador amb menys material hauria d'intentar, per la mateixa raó, evitar els canvis.
Una variant del canvi és un tipus d'obertura en què es produeixen canvis voluntaris molt aviat, ja sigui de peons o d'altres peces.